# Zirkelit
Zirkelit (Hussak & Prior, 1895) je minerál s chemickým vzorcem (Ca,Th,Ce)Zr(Ti,Nb)2O7. Jedná se o jednoklonný minerál, který byl pojmenován po Ferdinandu Zirkelovi, jenž byl profesorem mineralogie na univerzitě v Lipsku. Poprvé byl objeven v lokalitě Jacupiranga, San Palo v Brazílii.

## Morfologie
Tvoří nahloučeniny a zrna, vzácně drobné, tence až tlustě tabulkovité krystaly. Velmi často dvojčatí podle {111}.
Zirkelit je metamiktní minerál – vlivem radioaktivity dojde k rozrušení vnitřní struktury (vzniká struktura podobná pevnému koloidu), ačkoliv vnější krystalový tvar zůstane zachován.

## Vlastnosti
- Fyzikální vlastnosti: Lze rýpat nožem (tvrdost 5,5), hustota 4,7 g/cm³, křehký, neštěpný, lom je lasturnatý.
- Optické vlastnosti: Barva: žlutá, světle hnědá až černá. Prosvítá pouze v tenkých vrstvách, vryp je hnědo šedý, lesk mastný.
- Chemické vlastnosti: Složení: Ca 6,28 %, Ce 3,66 %, Th 6,06 %, O 29,26 %, Ti 18,76 %, Nb 12,14 %, Zr 23,83 %. Je radioaktivní a rozpustný v silně koncentrované HCl.

## Naleziště
V Česku nacházen mikroskopický ve Studnici (u Nového Města na Moravě). Ve světě např. v Jacupiranze (Brazílie), v lovozerském masivu (Kolský poloostrov, Rusko).